# Callirhytis erythrocephala
Callirhytis erythrocephala är en stekelart som först beskrevs av Giraud 1859.  Callirhytis erythrocephala ingår i släktet Callirhytis och familjen gallsteklar. Inga underarter finns listade.